# アロス・コン・ポーヨ

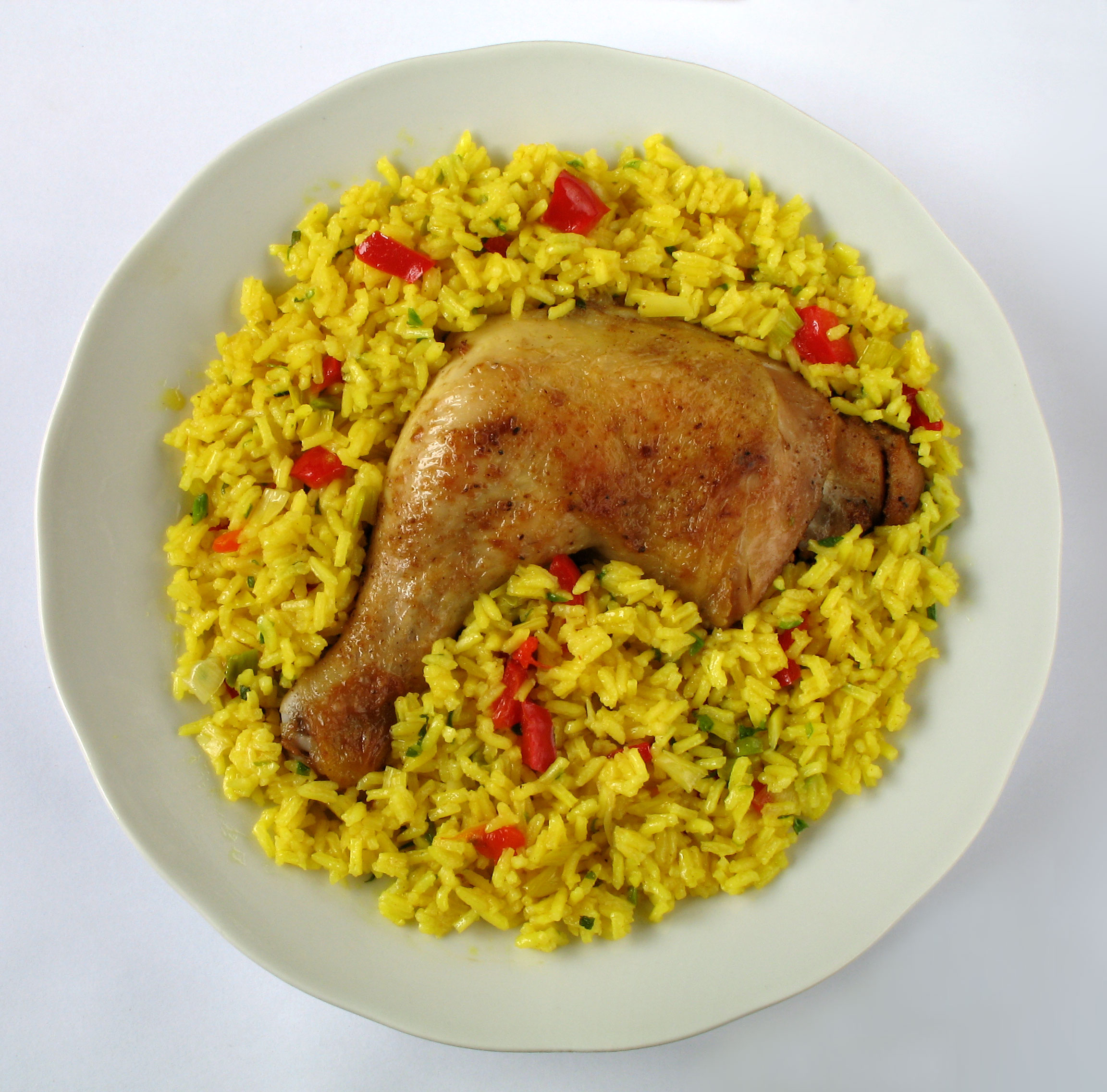
アロス・コン・ポーヨ

アロス・コン・ポーヨ、アロス・コン・ポージョ（スペイン語：Arroz con pollo）とは、米と鶏肉を主材料とした、スペイン、ラテンアメリカとカリブ海の島々そしてアメリカ合衆国のニューメキシコ州に定着した料理である。なお、米と鶏肉を主要な食材としつつも、その他に使われる食材などは地域によって差異も見られる。また、呼び名もロクリオ・デ・ポーヨ（locrio de pollo）やロクリ・デ・ポーヨ（lokri de pollo）、ロクレオ・デ・ポーヨ（locreo de pollo）などと変わることがある。

## 概要

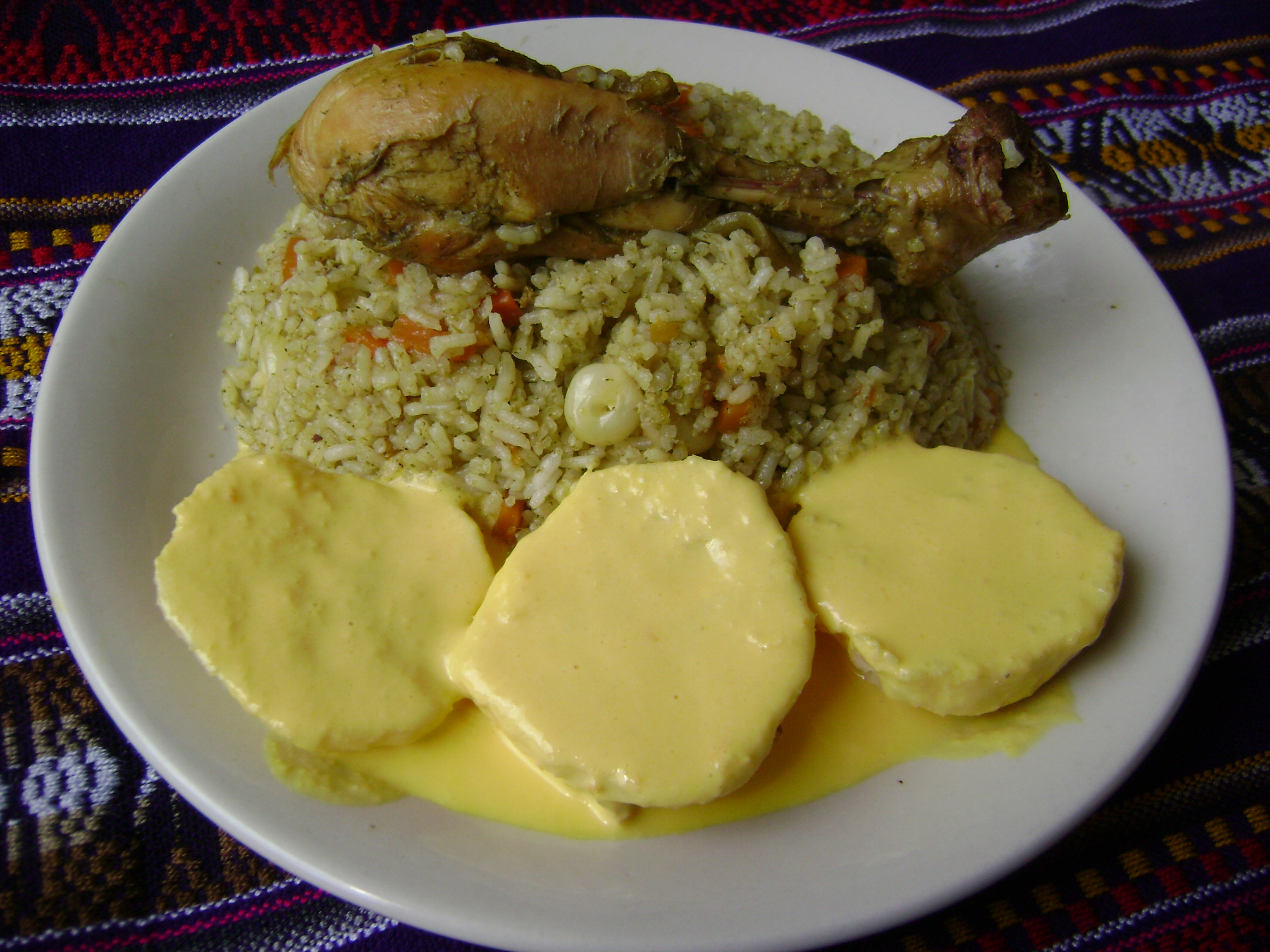
ペルーのアロス・コン・ポージョとパパ・アラワンカイナ

アロス・コン・ポーヨとそれに似た料理はスペインおよび旧スペイン領のラテンアメリカやカリブ海の島々などで食べられている。カリブ海の島々では、特にキューバやドミニカ共和国やプエルトリコなどで、大陸側では、特にホンジュラス、コスタリカ、ベネズエラ、コロンビア、パナマ、エクアドル、ペルーなどで食べられている。現在ではこの地域で広く食べられるようになった料理なので、「ラテンアメリカの伝統的な料理の1つ」とも説明される。しかし、この料理の原型はスペインからこの地域に持ち込まれた米を使った料理だとされていて、それがこの地域に広まったものとされる。したがって、その意味では「外来の料理」と見ることもできる。なお、スペインのアロス・コン・ポーヨがラテンアメリカのアロス・コン・ポーヨの原型だとは言っても、そもそもこの地域にスペインからアロス・コン・ポーヨという料理が持ち込まれた時点で、そのスペインのアロス・コン・ポーヨ自体が、もうすでに他地域の料理の影響を受けていたとの指摘もある。例えば、アロス・コン・ポーヨには主要な食材として米が使われるわけだが、そもそも米はアジアからアラブ人によってスペインに持ち込まれたものである。さらには、スペインでアロス・コン・ポーヨに使われることのあるトマトやピーマンも、原産地がスペインから遠く離れた新大陸だったりすることからも、スペインのアロス・コン・ポーヨが他地域からの影響を受けていることは明らかである。スペインではシンプルなパエリアの一種あるいはそれに準ずる料理とされ、パエリア鍋で調理される。

## 呼称
この料理がアロス・コン・ポーヨ（Arroz con pollo）と呼ばれている地域は、主にスペイン、キューバ、プエルトリコ、グアテマラ、ホンジュラス、コスタリカ、ベネズエラ、コロンビア、パナマ、エクアドル、ペルーである。ドミニカ共和国では主にロクリオ・デ・ポージョ（locrio de pollo）と呼ばれている。セント・マーチン島ではロクリ・デ・ポーヨ（lokri de pollo）やロクレオ・デ・ポーヨ（locreo de pollo）と呼ばれている。

## 雑学
既述のようにアロス・コン・ポーヨは、キューバでも作られている。キューバでは、1990年現在、主に旅行客向けのホテルのビュッフェでも、アロス・コン・ポーヨが定番の料理の1つとなっていた。コスタリカでは国民食とされる

## 主な参考文献
- 広瀬 香代子 『中南米のエスニック料理入門』 千早書房 1990年12月15日発行 ISBN 4-924784-72-9
- Elisabeth Lambert Ortiz 『Cocina latinoamericana.』 EDAF. 1998年9月9日発行 ISBN 978-84-414-0421-2